# Boô-Silhen
Boô-Silhen é uma comuna francesa na região administrativa de Occitânia, no departamento dos Altos Pirenéus. Estende-se por uma área de 3,12 km², Em 2010 a comuna tinha 322 habitantes (densidade: 103,2 hab./km²)..